# Speckle park
La speckle park est une race bovine du Canada.

## Origine
Cette race a été créée dans la province de la Saskatchewan. Elle résulte du croisement de trois races britanniques, la shorthorn, l'angus et la white park.
Un éleveur a commencé la création de la race en 1959. Après un développement lent, le herd-book, registre généalogique, a été ouvert en 1993.

## Aptitudes
Issue de croisement de races bouchères, elle l'est aussi. Elle est musclée et, même si sa carcasse est de taille moyenne, sa conformation est très intéressante. Elle est aussi une efficace transformatrice de fourrage en viande.
Elle est bien adaptée au climat continental qui sévit en Saskatchewan et en Alberta. La vache est une bonne mère : elle vêle facilement et nourrit bien son veau. Elle le protège des prédateurs, mais autorise les humains à l'approcher. Le veau est petit mais vigoureux à la naissance. Il se lève pour téter en onze minutes en moyenne et grandit vite.
C'est une race calme, facile à manipuler. Les taureaux agressifs sont très rares. L'absence de cornes est aussi un atout : elle évite le recours à l'écornage ou les blessures entre individus.